# Bertil Gullander
Eric Gustaf Bertil Gullander, född 21 maj 1915 i Stockholm, död 1 mars 1999, var en svensk målare och författare.
Han var son till ingenjören Ragnar Gullander och Signe Gustafsson och från 1941 gift med Gulli Anna Fredrika Molin. Gullander bedrev självstudier inom konsten i Stockholm med en viss vägledning från Mauritz Björkström och i Wien 1937–1938 samt under studieresor till Frankrike, Spanien, Nordafrika och Portugal. Han medverkade i Nationalmuseums utställning Unga tecknare 1944 och 1945 och i De ungas utställning i Umeå och Piteå samt med ett antal konstföreningar på landsorten. Bland hans större arbeten märks en rad porträtt för Redareföreningen i Göteborg. Hans konst består av porträtt, figurer och landskap i olja, pastell och akvarell. Som illustratör har han medverkat i ett 30-tal naturfilmer för TV och han medverkade i Linné antologier samt utgivit och illustrerat boken Nordens storfjärilar. Gullander är representerad vid Faro museum för modern konst i Portugal. Han är begravd på Norra begravningsplatsen utanför Stockholm.